# Голубев, Валентин Фёдорович
Голубев Валентин Фёдорович (род. 21 июня 1955, Кривой Рог, Днепропетровская область) — советский и белорусский учёный, историк. Доктор исторических наук (2011), профессор (2014).

## Биография
Родился 21 июня 1955 года в городе Кривой Рог.
В 1981 году окончил Белорусский государственный университет, исторический факультет.
C 1981 года — в Институте истории АН БССР: в 1981—1982 годах — старший лаборант, в 1982—1985 годах — аспирант, в 1985—1989 годах — младший научный сотрудник, в 1989—1990 годах — научный сотрудник, в 1990—1992 и 1996—2011 годах — старший научный сотрудник, в 2011—2013 годах — ведущий научный сотрудник, в 2013 году — главный научный сотрудник, с 2014 года — заведующий отделом.
В 1987 году защитил кандидатскую диссертацию «Землевладение и землепользование крестьян Белоруссии в XVI—XVIII ст.» (научный руководитель В. И. Мелешко). В 1999 году присвоено учёное звание доцент.
В 2011 году защитил докторскую диссертацию «Сельская община в государственных, частновладельческих и церковных владениях Беларуси в XVI—XVIII ст.» (научный консультант Г. Я. Голенченко). В 2014 году присвоено учёное звание профессор.
Депутат Верховного Совета БССР ХІІ созыва. В 1992—1996 годах — секретарь комиссии Верховного Совета Республики Беларусь по международным делам и внешнеэкономическим связям. Член Конституционной комиссии, один из авторов конституции Республики Беларусь и декларации «О государственном суверенитете Республики Беларусь».

## Научная деятельность
Исследовал вопросы социально-экономического развития Великого княжества Литовского, историографии и источниковедения истории Беларуси, истории белорусской государственности.
Прошёл научные стажировки в Женевском, Белостокском, Варшавском, Вроцлавском, Ягеллонском, Познанском, Вильнюсском педагогическом университетах. Преподавал в Белорусском государственном, Белорусском государственном экономическом, Европейском гуманитарном, Полоцком государственном, Женевском, Белостокском, Варшавском, Познанском и Вроцлавском университетах, Белорусском гуманитарном лицее.
Автор более 250 научных работ.
Входил в Топ-10 результатов деятельности учёных Академии наук Белоруссии в области фундаментальных и прикладных исследований (2019).

### Научные труды
- Сялянскае землеўладанне і землекарыстанне на Беларусі: ХVІ—ХVІІІ ст. — Мінск: Навука і тэхніка, 1992. — 176 с.
- Сельская абшчына ў Беларусі ХVІ—ХVІІІ ст. — Мінск: Беларус. навука, 2008. — 407 с.
- Гісторыя сялянства Беларусі: у 3 т. / рэдкал.: В. І. Мялешка (гал. рэд.) [і інш.]. — Т. 1: Гісторыя сялянства Беларусі ад старажытнасці да 1861 г. — Мінск, 1997.
- Гісторыя Беларусі: у 6 т. / рэдкал.: М. Касцюк (гал. рэд.) [і інш.]. — Т. 3. Беларусь у часы Рэчы Паспалітай (ХVІІ—ХVІІІ ст.) / Ю. Бохан [і інш.]. — Мінск, 2004.
- Белавежская пушча. Вытокі запаведнасці. Гісторыя і сучаснасць / В. Ф. Голубеў, В. Г. Белявец і інш. // А. А. Каваленя (кір.) [і інш.]; рэд. А. А. Каваленя. — Мінск, 2009.
- Гісторыя Пінска. Ад старажытнасці да сучаснасці / В. Ф. Голубеў, А. Б. Доўнар і інш. — Мінск, 2012.
- Речица 800 лет истории / В. Ф Голубев, О. А. Макушников и др. — Речица, 2013.
- Гісторыя Беларусі — даты, падзеі, асобы: інфармацыйна-метадычны дапаможнік. — Мінск: Лімарыус, 2013. — 178 с.

## Награды
- Премия имени Льва Сапеги (2006);
- Медаль «100 лет БНР».